# اندیس ماسه سنگ سیلیسی گلاشیر
ماسه سنگ سیلیسی گلاشیر یک اندیس غیرفلزی است که در حوالی شهر هفت سان استان چهارمحال و بختیاری قرار دارد و مادهٔ معدنی موجود در آن، سیلیس است.سنگ میزبان این اندیس ماسه سنگ است و دیرینگی آن به دوران پرمین می‌رسد. 